# Джета Бурлаку
Джета Бурлаку (рум. Geta Burlacu), справжнє ім'я Джета Поворознюк (нар. 22 липня 1974, Бєльці, Молдавська РСР, СРСР) — молдавська співачка, учасниця Євробачення 2008 (пісня «A Century of Love»). Заслужена артистка Молдови (рум. Artist Emerit, 2016).

## Походження та навчання
Джета Бурлаку народилася 1974 року в Бєльцях Молдавської РСР. Вона почала співати у семирічному віці.
Навчалася грі на скрипці в музичній школі в Бєльцях. 1989 року вступила до музично-педагогічного коледжу у Бєльцях, який закінчила 1993 року по класу скрипки. У 1993 році вступила до Кишинівської консерваторії (нині — Музична академія ім. Гавриїла Музическу), на кафедру естрадної музики і джазу. Закінчила навчання 1997 року. У травні 2000 року брала участь у майстер-класі «Jazz Duo» з Анкою Паргел, Бельгія.

## Музична кар'єра
З 1998 по 2011 рік Джета Бурлаку була солісткою вокального джаз-бенду «UniVox».
З 2005 по 2007 роки працювала викладачкою вокалу по джазового відділення в Академія мистецтв Молдови, яку закінчила 2006 року по класу «джазова музика». 2006 року Джета Бурлаку брала участь в турне відомої кубинської групи «Buena Vista Social Club». У 2008 році представляла Молдову на міжнародному конкурсі «Євробачення» з піснею «Century of Love», де виборола 11-те місце. Наступного року Джета виступала у фіналі міжнародного фестивалю «Cerbul de Aur» у румунському місті Брашові.
З 2009 року і донині концертує з Національним Симфонічним Оркестром «Телерадіо Молдова», а також з такими джазовими колективами як «Alex Calancea Band», «Angry Band», з оркестром народної музики «Taraf Lautaresc». У 2010 році гастролювала з групою Алекса Каланчі. Цього ж року взяла майстер клас по джазовому співу з Bobby McFerrin у Москві. У 2011 році, Джета взяла участь у концерті «Women Day», в рамках святкування 40-річчя Франкофонії, організованим UNESCO в Парижі.
У 2012 році випустила новий альбом Різдвяних пісень «Să ningă cerul peste noi», завершила рік великим сольним джазовим концертом у Національному Театрі Опери та Балету. У 2013 році зіграла в музичному спектаклі «Еротична карусель», за п'єсою Девіда Хейра, у постановці Георгія Тавадзе (Грузія), на сцені кишинівського драматичного театру імені Еуджен Іонеско. 12 та 13 січня 2014 року, відповідно, на запрошення асоціації «Connexions Moldavie» таза підтримки бюро «Pentru Relații cu Diaspora» Джета Бурлаку виступила з джазовими концертами «Winter Jazz» в Парижі і Люксембурзі, де була гаряче зустрінута представниками молдавської діаспори, а також главами посольств Молдови в Бельгії та Франції. Примітно, що це перший офіційний концерт представників молдавської культури в Люксембурзі.
Виступала з концертами в Україні, а також Франції, Німеччині, Австрії, Італії, Росії, Румунії, Китаї, Англії, Білорусі, Іспанії, Данії, Ірландії та ін. Джета Бурлаку є переможницею і володаркою численних премій багатьох міжнародних джазових, естрадних та фольклорних фестивалів в Україні, а також Румунії, Франції, Німеччині, Іспанії, Данії, Білорусі та ін.
Обрана послом доброї волі від UNFPI (United Nations Population Fund) in Moldova.

## Нагороди та номінації
- 2016 — Заслужена артистка Молдови (10 листопада 2016 року) — за плідну творчу діяльність, внесок у просування культурних цінностей та високу професійну майстерність[4]
- 2009 — Фіналістка міжнародного фестивалю «Cerbul de Aur», Румунія, Брашов
- 2008 — Переможниця локального відбору на міжнародний конкурс Євробачення
- 2007 — Лауреатка фестивалю етно-джазу «Тригон», Молдова
- 2007 — Лауреатка міжнародного фестивалю «Faces of friends», Молдова
- 2007 — Солістка концерту відкриття «BUENA VISTA SOCIAL CLUB», Національний театр, Бухарест, Румунія
- 2007 — Солістка концерту відкриття «BUENA VISTA SOCIAL CLUB», Оперний театр, Клуж, Румунія
- 2004 — Лауреатка 3-ї премії міжнародного джазового фестивалю DODJ, Донецьк, Україна
- 2001 — Лауреатка спеціальної премії національного музичного фестивалю народної музики «Tamara Ceban», Молдова
- 2001 — Учасниця міжнародного музичного фестивалю «New Impro Music Fest», Молдова
- 2001 — Учасниця міжнародного фестивалю «International Festival of Universal Music (FIMU)», Бельфор, Франція
- 2001 — Солістка оркестру народної музики на Тижні народної музики Румунії в Німеччині
- 2000 — Учасниця міжнародного фестивалю «International Festival of Universal Music (FIMU)», Бельфор, Франція
- 2000 — Учасниця міжнародного фестивалю мистецтв «INTACT», Клуж-Напока, Румунія
- 2000 — Учасниця міжнародного фестивалю «Jazz-Weekend», Молдова
- 2000 — Учасниця міжнародного фестивалю «Mărţişor», Молдова
- 1999 — Учасниця міжнародного фестивалю «Jazz-Weekend», Молдова
- 1997 — Дипломантка міжнародного конкурсу «Золотий шлягер», Білорусь
- 1997 — Grand Prix республіканського конкурсу «Tânăra Stea», Молдова

## Альбоми
- 2005 — етно-джазовий альбом «Ce n-aş da…» («Що я ніколи не віддам») в Кишиневі
- 2008 — «La poarta pămîntului»
- 2009 — «O sete nebună»
- 2010 — «Cine Iubeshte»
- 2012 — «Sa ninga cerul peste noi»